# Cal Stewart

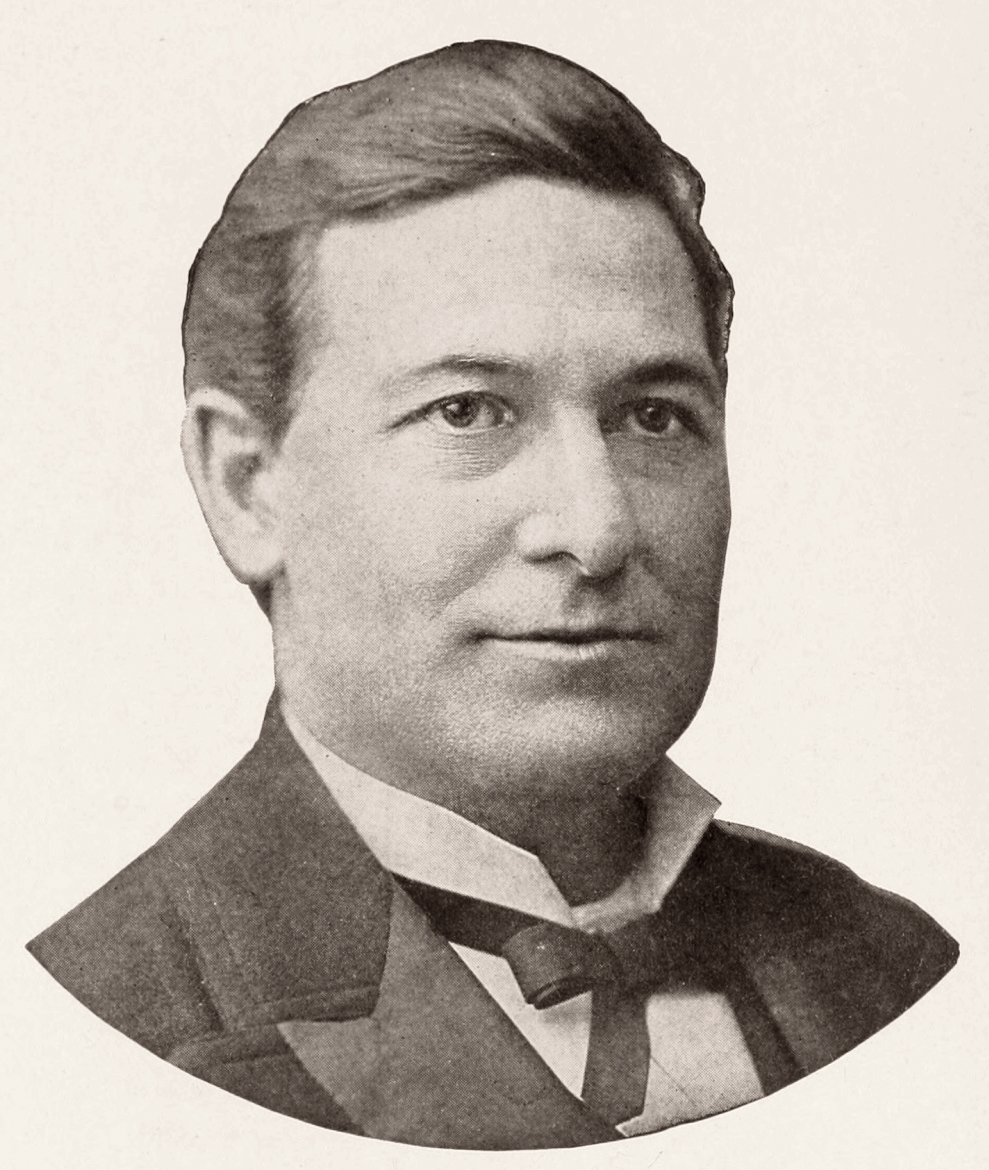
Porträt von Cal Stewart von Uncle Josh's Punkin Centre Stories (1905)

Cal Stewart (* 1856 im Charlotte County, Virginia; † 7. Dezember 1919) war ein US-amerikanischer Pionier im Vaudeville und in der frühen Tonaufnahme. Bekannt ist er vor allem durch die Rolle des „Uncle Josh“ Weathersby, eines Bewohners der fiktiven Stadt Punkin Center in New England.

## Leben und Karriere
Cal Stewart wurde im Jahre 1856 im Charlotte County im US-Bundesstaat Virginia geboren und verbrachte seine frühen Jahre damit, in Zirkussen, Medicine Shows und als Vaudeville zu arbeiten. Zu ebendieser Zeit entwickelte er auch die Rolle des Uncle Josh Weathersby from Way Down East. Es war auch während dieser Zeit, als er sich auf der Straße mit Mark Twain und später mit Will Rogers anfreundete. Um das Jahr 1897, nachdem er unter anderem bereits mit Berliner Gramophone zusammenarbeitete, wurde er von den Edison Studios engagiert, um einige seiner berühmten Reden und Lieder auf Phonographenwalze für Thomas Edisons Phonographen aufnehmen zu lassen. Diese kamen bei der Öffentlichkeit sehr gut an, woraufhin eine ganze Serie basierend auf dem Charakter des Uncle Josh produziert wurde. Cal Stewarts Markenzeichen hierbei war immer sein leicht wiedererkennbares Lachen zu Beginn seiner Reden bzw. Lieder. Zu den am besten verkauften Aufnahmen, mit denen er bereits in dieser Zeit ein Millionenpublikum erreichte, waren unter anderem Uncle Josh’s Arrival in New York von 1898, I’m Old But I’m Awfully Tough (Laughing Song) von 1998, Jim Lawson’s Horse Trade With Deacon Witherspoon von 1901, Uncle Josh’s Huskin’ Bee Dance von 1901 oder Uncle Josh Buys an Automobile von 1903. In weiterer Folge setzte Stewart seine Aufnahmen bei den Edison Studios, Columbia Records, der Victor Talking Machine Company und weiteren Independent-Labeln fort, ehe er am 7. Dezember 1919 im Alter von rund 63 Jahren starb.
Bei Columbia Records unterzeichnete er Ende des Jahres 1903 einen Dreijahresvertrag und kehrte Ende 1906 wieder zu Victor, bei denen er davor bereits unter Vertrag stand. 1908 erfolgte daraufhin wieder die Rückkehr zu den Edison Studios. Nach einigen internen Diskussionen und Verhandlungen unterzeichnete er am 16. Mai 1911 einen neuen Vertrag mit den Edison Studios, wobei er einen halben Cent pro Aufnahme bekommen sollte, jedoch nur unter der Bedingung, dass ihn die Edison Studios für fünf Jahre unter Vertrag nahmen. Vertraglich wurde auch vereinbart, dass Stewart jährlich mindestens vier akzeptable Titel aufnehmen musste, was Stewart jedoch keineswegs erfüllte. Erst im Mai 1915 begann Cal Stewart mit der Produktion akzeptabler Aufnahmen, als die Studios bereits eine Auflösung des Vertrages anstrebten. So war Stewart bereits am 2. Juni 1915, ein Jahr vor dem offiziellen Ende seines noch immer laufenden Vertrages bei den Edison Studios, wieder bei Columbia Records. Kurz darauf war er wieder freiberuflich auf der Suche nach Independent-Labeln. Im Laufe der Jahre schrieb er auch zwei Bücher basierend auf seinen Monologen und trat auch regelmäßig landesweit in Theaterspielstätten, wo er oftmals auch von seiner Frau, sowie von seinem Bruder und seiner Schwester unterstützt wurde. Im Jahre 2007 wurde eine Sammlung mit dem Titel Actionable Offenses: Indecent Phonograph Recordings from the 1890s veröffentlicht, in der ebenfalls Cal Stewarts Werke gewürdigt werden.